# Волков, Роман Леонидович
Роман Леонидович Волков (бел. Раман Леанідавіч Волкаў; род. 8 января 1987, Новополоцк, Витебская область) — белорусский футболист, нападающий.

## Биография
Воспитанник новополоцкого футбола, в юношеском возрасте оказался в минском «Локомотиве», позже попал в «Нафтан». Не закрепившись в основном составе новополоцкого клуба, отдавался в аренды. Играя в аренде за мозырскую «Славию», в 2009 году спас этот клуб от вылета из Первой лиги, забив решающий мяч в дополнительном матче против «Спартака».
В 2011 году повторно оказался в мозырьском клубе, которому помог попасть в Высшую лигу. В 2012 году стал одним из лучших бомбардиров чемпионата (11 голов).
В декабре 2012 года перешёл в «Минск», но не закрепился в основном составе и в июле 2013 года вернулся в «Славию». В «Славии» быстро вернул себе место в основном составе.
По итогам сезона 2013 «Славия» потеряла место в Высшей лиге. Роман, оставив мозырьский клуб, пытался закрепиться в составе дебютанта Высшей лиги «Слуцка», но в марте 2014 года слуцкий клуб попрощался с нападающим, и вскоре Волков перешёл в «Ислочь».
В составе «Ислочи» прочно играл в основе, забил 6 голов. В июле 2014 года покинул клуб в связи с окончанием контракта и в августе 2014 года присоединился к микашевичскому «Граниту». В составе микашевичского клуба стал чемпионом Первой лиги 2014. В январе 2015 года покинул «Гранит».
В марте 2015 года после просмотра стал игроком новополоцкого «Нафтана». Начинал сезон, преимущественно выходя на замену, а после ухода летом из команды Вадима Демидовича стал основным нападающим. В итоге с 8 голами стал лучшим бомбардиром клуба в чемпионате.
В феврале 2016 года проходил просмотр в тульском «Арсенале», но не подошел российскому клубу. В результате, подписал контракт с «Витебском». В составе витебского клуба быстро стал основным нападающим, и помог ей занять шестое место в Высшей лиге. Сезон 2017 также начинал в стартовом составе, но позже стал чаще выходить на замену. В декабре 2017 года по истечении срока действия контракта покинул «Витебск».
В январе 2018 года присоединился к «Гомелю» и вскоре подписал контракт. В первой половине сезона 2018 чаще выходил на замену, а с июля закрепился в стартовом составе.
В январе 2019 года перешел в «Городею». Начинал сезон 2019 в стартовом составе городейцав, но позже стал обычно выходить на замену и привлекаться к дублю. В декабре 2019 года по истечении срока действия контракта покинул клуб.
В феврале 2020 года присоединился к «Сфынтул Георге» и в марте подписал с ними контракт. Стал одним из основных игроков команды. В июле 2021 года он покинул клуб.
В августе 2021 года вернулся в «Нафтан».
В феврале 2022 года перешёл в могилёвский «Днепр». В январе 2023 года футболист тренировался с могилёвским клубом, от которого поступило предложение о продлении контракта. В июле 2023 года покинул могилёвский клуб, расторгнув контракт по соглашению. Вскоре стало известно о том, что футболист завершает профессиональную карьеру.

## Достижения
- Победитель Первой лиги Белоруссии: 2011, 2014
- Обладатель Кубка Белоруссии: 2012/13
- Обладатель Кубка Молдавии: 2020/21
- Обладатель Суперкубка Молдавии: 2021